# 東脊振インターチェンジ
東脊振インターチェンジ（ひがしせふりインターチェンジ）は、佐賀県神埼郡吉野ヶ里町にある長崎自動車道のインターチェンジである。

## 道路
- E34 長崎自動車道（2番）

## 料金所
- ブース数：5

### 入口
- ブース数：2
  - ETC専用：1
  - ETC/一般：1

### 出口
- ブース数：3
  - ETC専用：1
  - 一般：2

## 接続する道路
- 国道385号

## 周辺
- 吉野ヶ里遺跡
- 東脊振トンネル
- 道の駅吉野ヶ里

## 歴史
- 1985年（昭和60年）3月28日：長崎自動車道（当時は九州横断自動車道）・鳥栖JCT - 佐賀大和ICの開通により供用開始。

## 隣
E34 長崎自動車道
(3)佐賀大和IC - (SA)金立SA/BS - (BS)神埼BS - (2)東脊振IC - (BS)中原BS - (PA)山浦PA - (BS)神辺BS - (1)鳥栖IC